# Zujuny (gmina)

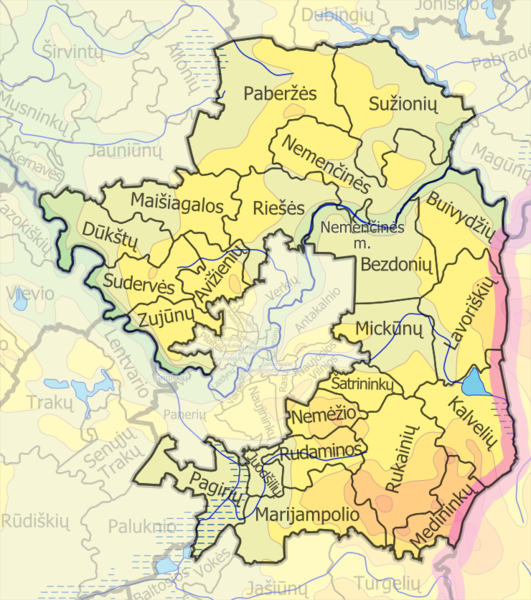
Gmina na mapie rejonu

Gmina Zujuny (lit. Zujūnų seniūnija) – gmina w rejonie wileńskim okręgu wileńskiego na Litwie.
Ośrodek gminy – osiedle Zujuny (1 660 mieszkańców). Na terytorium gminy jest 45 wsi, większe z nich: Bujwidziszki (1 314 mieszkańców), Ginejciszki (1 093 mieszkańców), Antežeriai (601 mieszkańców).

## Powierzchnia terenu
5 099 ha.

## Ludność
6 627 osób (2011)

## Skład etniczny (2011)
Według spisu z 2011 roku.
- Litwini - 58,0%
- Polacy - 32,5%
- Rosjanie - 5,9%

## Infrastruktura
Urząd pocztowy, Wyższa Szkoła Rolnicza, 2 szkoły średnie, 2 szkoły podstawowe, szkoła początkowa, przedszkole, biblioteka,Izba Palm i Codziennego Użytku w Ciechanowiszkach, kościół, cmentarz, punkt medyczny, klinika weterynaryjna, posterunek policji, 8 sklepów, pawilon handlowy, 2 zagrody agroturystyczne, dwór w Mazuryszkach, dwór w Ciechanowiszkach, dwór w Płacieniszkach, dwór i park w Bujwidziszkach, rezerwat przyrody Medžiakalnio, rezerwat przyrody Rowy, park regionalny Wilii (lit. Neries regioninis parkas).

## Przedsiębiorczość lokalna
Ogrodnictwo, usługi świadczone dla mieszkańców.

## Galeria

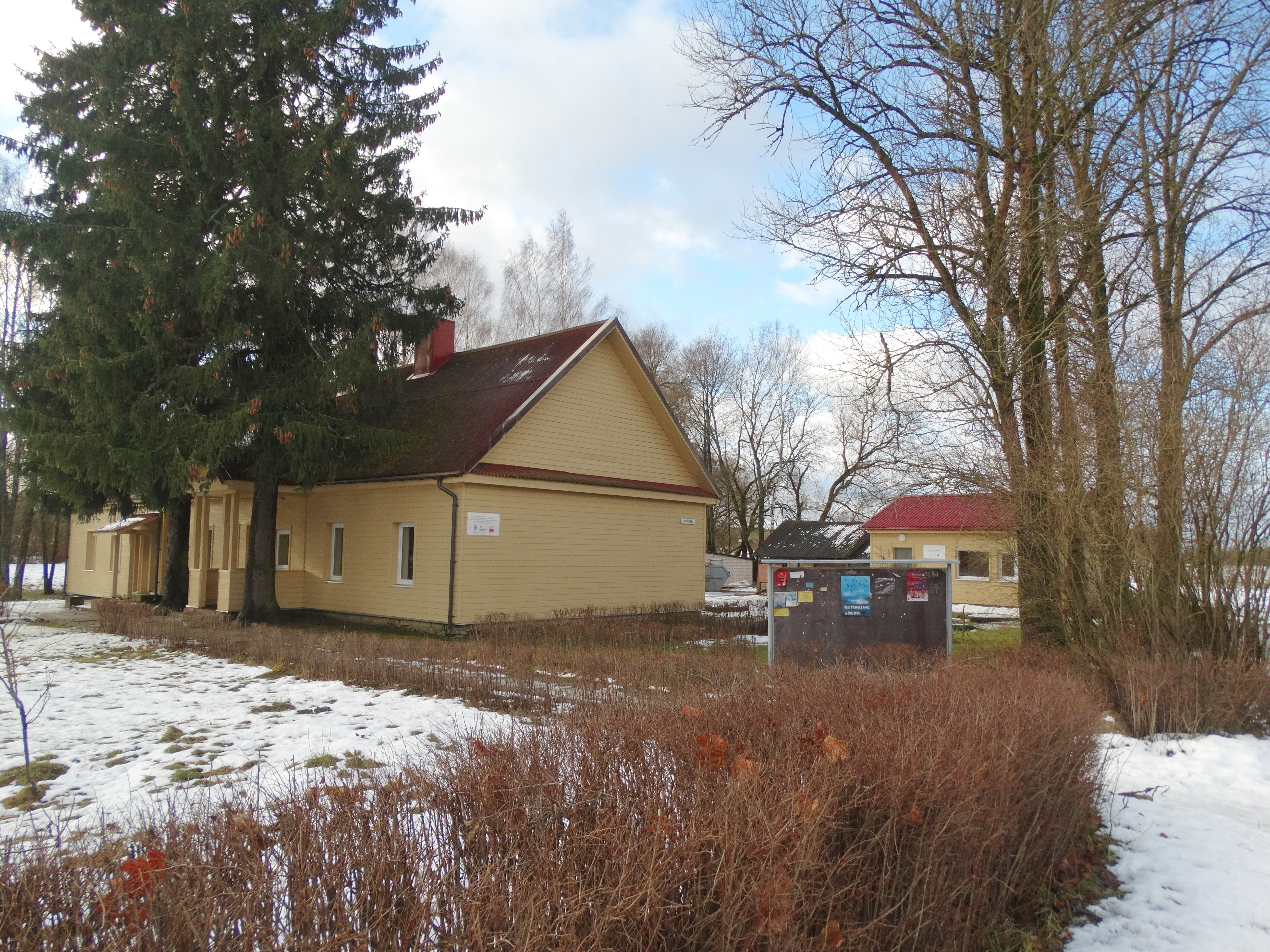
Szkoła z polskim językiem wykładowym w Płacieniszkach (2017)